# Луций Калпурний Бибул
Луций Калпурний Бибул (на латински: Lucius Calpurnius Bibulus; † ок. 32 пр.н.е.) е древноримски държавник.

## Биография
Луций Бибул е трети син на Марк Калпурний Бибул – отявлен враг на Юлий Цезар. Майка му вероятно е Порция Катона (дъщеря на Катон Млади и Атилия). Двамата му по-възрастни братя са убити в Египет от някои от войниците, които са оставени там от Авъл Габиний, след като възстановяват Птолемей XII на фараонския трон. Баща му умира през 48 пр.н.е. от изтощение и напрежение, докато командва републиканския флот срещу Юлий Цезар.
След убийството на Цезар Луций избира страната на Марк Юний Брут и Касий, за които през 42 пр.н.е. се сражава в битката при Филипи. След загубата на „либераторите“ той се предава на Марк Антоний, като по-късно получава от него командването на флота му. Бибул по-късно е назначен като губернатор на Сирия от Октавиан.
Умира около 32 пр.н.е.